# Augochlora clarki
Augochlora clarki är en biart som beskrevs av Michener 1954. Augochlora clarki ingår i släktet Augochlora och familjen vägbin. Inga underarter finns listade.